# Rue des Paysagistes
La rue des Paysagistes (en néerlandais : Landschapschildersstraat) est une rue bruxelloise de la commune d'Auderghem, qui descend du square Jean-Baptiste Degreef vers le boulevard des Invalides sur une longueur de 340 mètres.

## Historique et description
Au début du XXe siècle, de grands terrains à bâtir situés aux environs de l’actuel square De Greef, acquis par Nestor Plissart en 1899, furent lotis. 
On traça en leur milieu une voie qui fut nommée, le 9 mai 1913, rue des Paysagistes. Plusieurs artistes peintres s'établirent en ces jours-là à Auderghem, toujours rurale. Plus tard, une douzaine d’entre eux reçurent une rue à leur nom. 
Après les guerres, Auderghem attribua plutôt des noms de victimes aux rues.
- Premier permis de bâtir délivré le 16 janvier 1914 pour le n° 34.